# Séries de dessins animés diffusées dans le Disney Club
Le Disney Club était une émission destinée à divertir un public d'enfants. C'est pourquoi les séries de dessins-animés constituaient l'ossature de l'émission. Lors de son apogée, que l'on estime entre durant les saisons 3, 4 et 5, l'émission diffusera jusqu'à quatre séries de dessins animés le dimanche et deux le mercredi.
Il s'agissaient très majoritairement des séries réalisées à la fin des années 1980 et au début des années 1990.

## L'évolution du panel de dessins animés entre 1990 et 1995
Lors de la première émission, le dimanche 7 janvier 1990, trois séries de dessins animés (Tic et Tac, les rangers du risque, La Bande à Picsou et Les Gummi) sont proposées ainsi que la série Le Chevalier Lumière.
Ensuite arrivent dans l'ordre chronologique: Super Baloo ; Myster Mask ; La Bande à Dingo ; La Petite Sirène ; Bonkers et Aladdin.
| Série                             | Date de première diffusion |
| --------------------------------- | -------------------------- |
| Les Gummies                       | 7 janvier 1990             |
| La Bande à Picsou                 | 7 janvier 1990             |
| Tic et Tac, les rangers du risque | 7 janvier 1990             |
| Super Baloo                       | 1er septembre 1991         |
| Winnie l'ourson                   | 16 octobre 1991            |
| Myster Mask                       | 6 septembre 1992           |
| La Bande à Dingo                  | 5 septembre 1993           |
| La Petite Sirène                  | 2 février 1994             |
| Bonkers                           | 4 septembre 1994           |
| Aladdin                           | 12 février 1995            |

## La diffusion des dessins animés et leur répartition
Au fil des ans, la longueur de l'émission du dominicale varie entre 2 heures et 2 heures 30 minutes.

### Évolution de la répartition des dessins-animés dans l'émission du dimanche
Lors des deux premières saisons, trois dessins animés étaient diffusée ainsi qu'une série télévisée Disney diffusée en fin d'émission. Lors du passage à la troisième saison en septembre 1991, et de l'apparition du Disney Club Mercredi, la série fut supprimée et sa case horaire ne fut pas occupée avant le début de la quatrième saison et l'arrivée de Myster Mask.
| Saison    | Période                             | Première case horaire             | Seconde case horaire                       | Troisième case horaire            | Quatrième case horaire    | Cinquième case horaire    | Sixième case horaire                   |
| --------- | ----------------------------------- | --------------------------------- | ------------------------------------------ | --------------------------------- | ------------------------- | ------------------------- | -------------------------------------- |
| Saison 1  | 7 janvier 1990 31 aout 1990         | Les Gummies                       | La Bande à Picsou                          | Tic et Tac, les rangers du risque | Une série                 | programmation inexistante | programmation inexistante              |
| Saison 2  | 1er septembre 1990 31 aout 1991     | Les Gummies                       | La Bande à Picsou                          | Tic et Tac, les rangers du risque | Une série                 | programmation inexistante | programmation inexistante              |
| Saison 3  | 1er septembre 1991 31 aout 1992     | La Bande à Picsou                 | Tic et Tac, les rangers du risque          | Super Baloo                       | programmation inexistante | programmation inexistante | programmation inexistante              |
| Saison 4  | 1er septembre 1992 31 aout 1993     | Winnie l'Ourson                   | Tic et Tac, les rangers du risque          | Super Baloo                       | Myster Mask               | programmation inexistante | programmation inexistante              |
| Saison 5  | 1er septembre 1993 31 aout 1994     | Tic et Tac, les rangers du risque | Super Baloo                                | Myster Mask                       | La Bande à Dingo          | programmation inexistante | programmation inexistante              |
| Saison 6  | 1er septembre 1994 5 février 1995   | Super Baloo                       | Myster Mask                                | La Bande à Dingo                  | Bonkers                   | programmation inexistante | programmation inexistante              |
| Saison 6  | 12 février 1995 31 aout 1995        | Aladdin                           | Myster Mask                                | La Bande à Dingo                  | Bonkers                   | programmation inexistante | programmation inexistante              |
| Saison 7  | 1er septembre 1995 31 décembre 1995 | Winnie l'Ourson                   | La Bande à Dingo                           | Aladdin                           | Myster Mask               | programmation inexistante | programmation inexistante              |
| Saison 7  | 7 janvier 1996 31 aout 1996         | Les Gummies                       | Winnie l'Ourson                            | Myster Mask                       | La Bande à Dingo          | Aladdin                   | Zorro                                  |
| Saison 8  | 8 septembre 1996 29 décembre 1996   | Les Gummies                       | Winnie l'Ourson                            | La Bande à Dingo                  | Myster Mask               | Aladdin                   | Zorro                                  |
| Saison 8  | 5 janvier 1997 29 août 1997         | Les Gummies                       | Winnie l'Ourson                            | La Bande à Dingo                  | Super Baloo               | Aladdin                   | Myster Mask                            |
| Saison 9  | 7 septembre 1997 1er mars 1998      | Les Gummies                       | Winnie l'Ourson                            | La Bande à Dingo                  | Super Baloo               | Aladdin                   | Mighty Ducks, les Canards de l'Exploit |
| Saison 9  | 8 mars 1998 28 juin 1998            | Winnie l'Ourson                   | La Bande à Dingo                           | Couacs en vrac                    | Super Baloo               | Aladdin                   | Timon et Pumbaa                        |
| Saison 9  | 5 juillet 1998 30 août 1998         | Winnie l'Ourson                   | La Bande à Dingo                           | Super Baloo                       | Aladdin                   | Timon et Pumbaa           | Dinosaures                             |
| Saison 10 | 6 septembre 1998 27 décembre 1998   | Winnie l'Ourson                   | Le Livre de la jungle, souvenirs d'enfance | Couacs en vrac                    | Timon et Pumbaa           | Aladdin                   | Doug                                   |

### Évolution de la répartition des dessins-animés dans l'émission du mercredi
Comme il n'est pas question de supprimer les premières séries animées, l'émission est également diffusée le mercredi matin.
Les plus anciennes séries y sont diffusées : Winnie l'ourson et La Bande à Picsou, puis Les gummies remplacent en septembre 1992 Winnie l'ourson, avant d'être remplacé en février 1994 par La Petite Sirène (série qui ne sera jamais diffusée le dimanche).
 puis Tic et Tac, les rangers du risque viendront se substituer à La Bande à Picsou durant la sixième saison (1994-1995) et Super Baloo remplacera La Petite Sirène en février 1995.
| Saison   | Période                            | Première case horaire                                    | Seconde case horaire |
| -------- | ---------------------------------- | -------------------------------------------------------- | -------------------- |
| Saison 3 | 16 octobre 1991 31 aout 1992       | La Bande à Picsou                                        | Winnie l'Ourson      |
| Saison 4 | 1er septembre 1992 31 aout 1993    | La Bande à Picsou                                        | Les Gummies          |
| Saison 5 | 1er septembre 1993 26 janvier 1994 | La Bande à Picsou                                        | Les Gummies          |
| Saison 5 | 2 février 1994 31 aout 1994        | La Bande à Picsou                                        | La Petite Sirène     |
| Saison 6 | 1er septembre 1994 15 février 1995 | La Bande à Picsou puis Tic et Tac, les rangers du risque | La Petite Sirène     |
| Saison 6 | 22 février 1995 31 aout 1995       | Tic et Tac, les rangers du risque                        | Super Baloo          |
| Saison 7 | 1er septembre 1995 3 janvier 1996  | Tic et Tac, les rangers du risque                        | Super Baloo          |

D'autre part, l'émission est destinée au public le plus jeune (en effet le public étant celui des élèves de primaires, le mercredi étant pour eux un jour sans cours), c'est notamment la raison pour laquelle la rubrique Magie, animée par Pierre Barclay, est programmée ce jour de la semaine.

### Évolution de la répartition des dessins-animés dans l'émission du samedi
Une révolution a lieu en janvier 1996 avec l'augmentation du nombre de dessins animés dans le Disney Club, qui passe de quatre à six.
Cela débute le dimanche 7 janvier 1996 avec la diffusion, dans l'ordre, Les Gummi, Winnie l'ourson, Myster Mask, La Bande à Dingo, Aladdin et Zorro.
La diffusion des émissions est elle-même bouleversée avec l'arrêt du Disney Club Mercredi, diffusé pour la dernière fois le mercredi 3 janvier 1996, et le lancement du Disney Club Samedi le 6 janvier 1996.
| Saison    | Période                            | Première case horaire | Seconde case horaire                                            |
| --------- | ---------------------------------- | --------------------- | --------------------------------------------------------------- |
| Saison 7  | 6 janvier 1996 23 mars 1996        | La Bande à Picsou     | Bonkers                                                         |
| Saison 7  | 30 mars 1996 27 avril 1996         | La Bande à Picsou     | Croquette et Sniff                                              |
| Saison 7  | 4 mai 1996 1er juin 1996           | La Bande à Picsou     | Plein Popossum                                                  |
| Saison 7  | 8 juin 1996 30 aout 1996           | La Bande à Picsou     | Bonkers                                                         |
| Saison 8  | 1er septembre 1996 30 aout 1997    | La Bande à Picsou     | Bonkers                                                         |
| Saison 9  | 7 septembre 1997 28 février 1998   | Couacs en vrac        | Bonkers en alternance avec Croquette et Sniff et Plein Popossum |
| Saison 9  | 7 mars 1998 31 aout 1998           | Aladdin               | Timon et Pumbaa                                                 |
| Saison 10 | 1erseptembre 1998 26 décembre 1998 | Aladdin               | Timon et Pumbaa                                                 |

Ce changement est notable car la nouvelle émission ne reprend pas la programmation du Disney Club Mercredi (Tic et Tac, les rangers du risque et Super Baloo) et rediffuse La Bande à Picsou (qui avait cessé d'être diffusé depuis deux ans) et Bonkers.

## Nouvelles séries diffusées entre 1996 et 1998
Durant la 9e saison de l'émission, La Bande à Picsou, Myster Mask et Les Gummies disparaissent pour laisser la place à Couacs en vrac, Mighty Ducks, les Canards de l'Exploit et Timon et Pumbaa.
| Série                                      | Date de première diffusion |
| ------------------------------------------ | -------------------------- |
| Mighty Ducks, les Canards de l'Exploit     | 7 septembre 1997           |
| Couacs en vrac                             | 13 septembre 1997          |
| Timon et Pumbaa                            | 7 mars 1998                |
| Le Livre de la jungle, souvenirs d'enfance | 6 septembre 1998           |
| Doug                                       | 6 septembre 1998           |